# Graves Farm Wildlife Sanctuary
Das Graves Farm Wildlife Sanctuary ist ein 607 Acres (2,5 km²) umfassendes Schutzgebiet bei Williamsburg im Bundesstaat Massachusetts der Vereinigten Staaten. Es wird von der Massachusetts Audubon Society verwaltet.

## Schutzgebiet
Mehr als 125 Jahre lang war das heutige Schutzgebiet ein landwirtschaftlicher Betrieb zur Milchproduktion. Heute kann es auf 1 mi (1,6 km) Wanderwegen durch einen Mischwald erkundet werden. Beobachtet werden können große Säugetiere wie beispielsweise Bären, Hirsche, Fischermarder, Kojoten, Luchse und Elche, aber auch Vögel wie Walddrosseln (Hylocichla mustelina) und Sägekauze. Die kalten Flüsse bieten zudem einen Lebensraum für Bachsaiblinge, Steinfliegen, Salamander und Frösche.